# تارست
تارست (به انگلیسی: Tarset) یک روستا و محله مدنی در بریتانیا است که در نورث‌آمبرلند واقع شده‌است. تارست ۲۸۹ نفر جمعیت دارد.